# Kung Karls jakt
Kung Karls jakt (finska: Kaarle-kuninkaan metsästys) är en opera i tre akter med musik av Fredrik Pacius och libretto (på svenska) av Zacharias Topelius. Operan uruppfördes 1852.. Berättelsen är typisk Topelius: en ung kvinna ur folket räddar kungen och får sin belöning. Den till det yttre naiva berättelsen gömmer Topelius nationalistiska idéer.

## Historia
Operan, som är Finlands första, tonsattes av Pacius till text av Zacharias Topelius. Den hade premiär i Helsingfors den 24 mars 1852. Verket är i form av Sångspel med talad dialog emellan musiknumren (kungen själv sjunger inte). Musiken är starkt påverkad av samtida operor från Tyskland och Italien uppblandad med några finska inslag som användandet av en kantele i en scen. 
Operan handlar om kung Karl XI:s besök på Kastelholm på Åland 1671, men det enda sanningsenliga bakom handlingen är att Karl XI brukade jaga på Åland under slutet av 1600-talet. I övrigt tar sig Topelius stora friheter, med referenser till bland annat Napoleon och Tegner. Det är typiskt för Topelius att en kvinna ur folket är hjälten, lojal mot monarken, medan skurkarna hittas bland den övriga överheten.
Uruppförande för den finska översättningen ägde rum i Viborg den 7 mars 1905.
Operan spelades in på skiva av Ulf Söderblom med finlandssvenska solister 1991. En ballad ur operan spelades in av trumpetaren Aleks Wilkko med Salonkiorkesteri Graco 1929.

## Personer
| Roller               | Stämma  | Premiärbesättning |
| -------------------- | ------- | ----------------- |
| Kung Karl XI         | talroll | Adolf Wasenius    |
| Leonora              | sopran  |                   |
| Jonathan             | tenor   |                   |
| Reutercrantz         | bas     |                   |
| Gustaf Gyllenstjerna | baryton |                   |

## Handling
Dem unge kung Karl XI har begivit sig till Åland för att jaga. Leonora, dottern till en åländsk fiskare, får reda på en sammansvärjning mot kungens liv och räddar honom. Som belöning räddar kungen livet på hennes fästman Jonathan, som hade dömts till döden efter att ha dödat en av de kungliga älgarna.

## Inspelningar
- Kung Karls Jakt Soloists, Jubilate Choir, Finlands nationaloperaorkester dirigerad av Ulf Söderblom (Finlandia, 1991)
- Kaarle-Kuninkaan Metsästys (sjungen i finsk översättning) Solister, Björneborgs operakör, Pori Sinfonietta dirigerad av Ari Rasilainen (Marco Polo, 2007)